# Teton County (Wyoming)
Das Teton County ist ein County im Bundesstaat Wyoming der Vereinigten Staaten. Bei der Volkszählung 2020 hatte das Teton County 23.331 Einwohner. Der Sitz der Countyverwaltung (County Seat) ist in Jackson. Teton County ist das reichste County der Vereinigten Staaten.

## Geografie
Das County hat eine Fläche von 10.934 Quadratkilometern; davon sind 554 Quadratkilometer Wasserfläche. Das Teton County liegt in der gleichnamigen Teton-Bergkette, einer Randkette der Rocky Mountains. Das County grenzt im Uhrzeigersinn an die Countys: Park County, Fremont County, Sublette County, Lincoln County, Bonneville County (Idaho), Teton County (Idaho), Fremont County (Idaho) und Gallatin County (Montana).

## Geschichte
Das County wurde im Jahre 1921 gegründet.

## Demografische Daten
Nach der Volkszählung im Jahr 2000 lebten im Teton County 18.251 Menschen. Es gab 7.688 Haushalte und 4.174 Familien. Die Bevölkerungsdichte betrug 2 Einwohner pro Quadratkilometer. Ethnisch betrachtet setzte sich die Bevölkerung zusammen aus 93,59 % Weißen, 0,15 % Afroamerikanern, 0,53 % amerikanischen Ureinwohnern, 0,54 % Asiaten, 0,03 % Bewohnern aus dem pazifischen Inselraum und 3,93 % aus anderen ethnischen Gruppen; 1,22 % stammten von zwei oder mehr ethnischen Gruppen ab. 6,49 % Prozent der Bevölkerung waren spanischer oder lateinamerikanischer Abstammung.

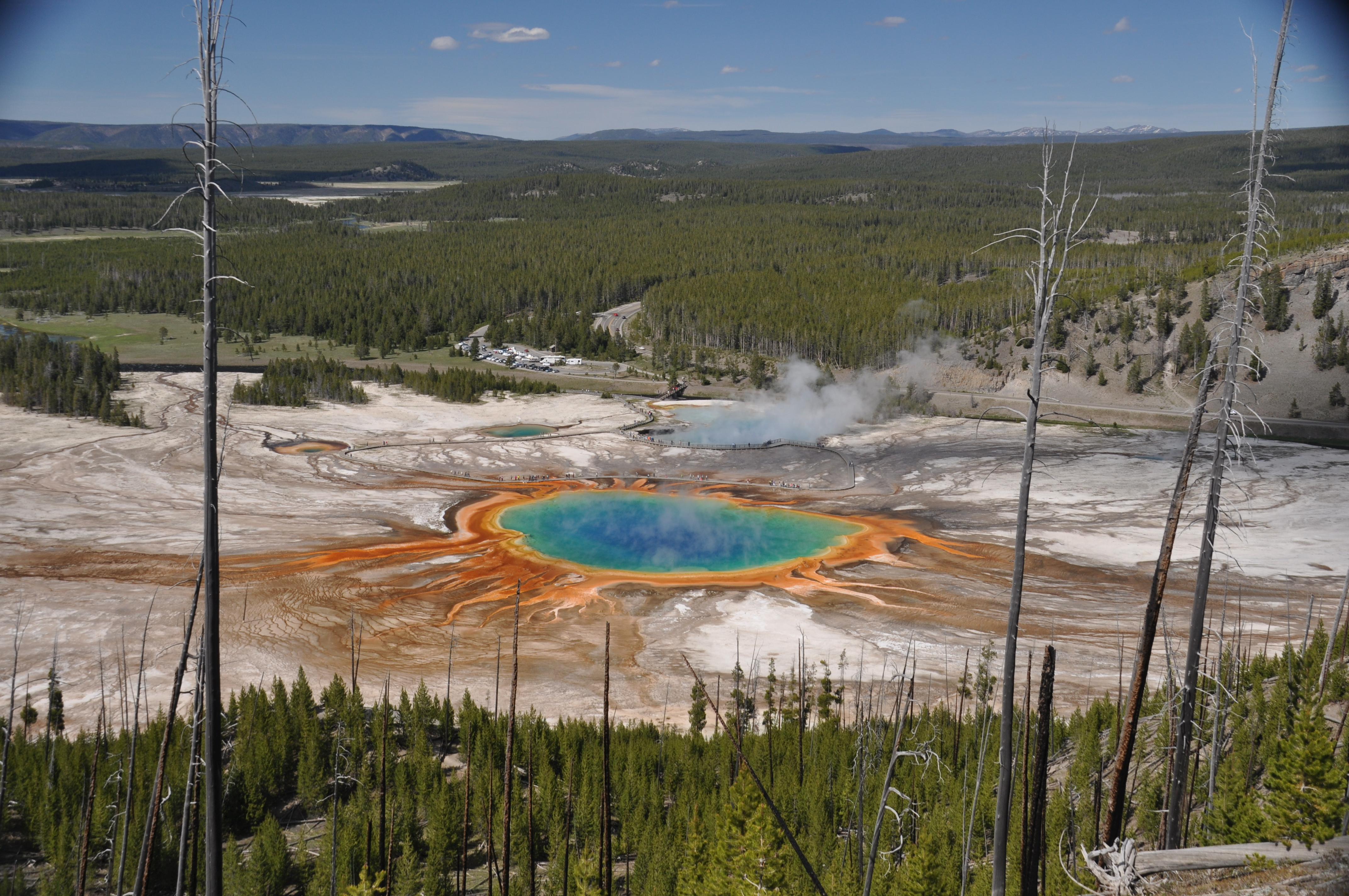
Grand Prismatic Spring im Mittleren-Geysir-Becken im Yellowstone-Nationalpark

Von den 7.688 Haushalten hatten 25,60 % Kinder und Jugendliche unter 18 Jahren, die bei ihnen lebten. 45,30 % waren verheiratete, zusammenlebende Paare, 5,70 % Prozent waren allein erziehende Mütter, 45,70 % waren keine Familien. 27,30 % waren Singlehaushalte und in 3,70 % lebten Menschen im Alter von 65 Jahren oder darüber. Die Durchschnittshaushaltsgröße betrug 2,36 und die durchschnittliche Familiengröße lag bei 2,89 Personen.
Auf das gesamte County bezogen setzte sich die Bevölkerung zusammen aus 19,90 % Einwohnern unter 18 Jahren, 9,80 % zwischen 18 und 24 Jahren, 38,30 % zwischen 25 und 44 Jahren, 25,00 % zwischen 45 und 64 Jahren und 6,90 % waren 65 Jahre alt oder darüber. Das Durchschnittsalter betrug 35 Jahre. Auf 100 weibliche Personen kamen 114,30 männliche Personen, auf 100 Frauen im Alter ab 18 Jahren kamen statistisch 115,50 Männer.
Das jährliche Durchschnittseinkommen eines Haushalts betrug 54.614 USD, das Durchschnittseinkommen der Familien betrug 63.916. USD. Männer hatten ein Durchschnittseinkommen von 34.570 USD, Frauen 29.132 USD. Das Pro-Kopf-Einkommen betrug 38.260 USD. 6,00 % der Familien und 2,80 % der Bevölkerung lebten unterhalb der Armutsgrenze. 5,70 % davon waren unter 18 Jahre und 4,40 % waren 65 Jahre oder älter.

## Orte im Teton County

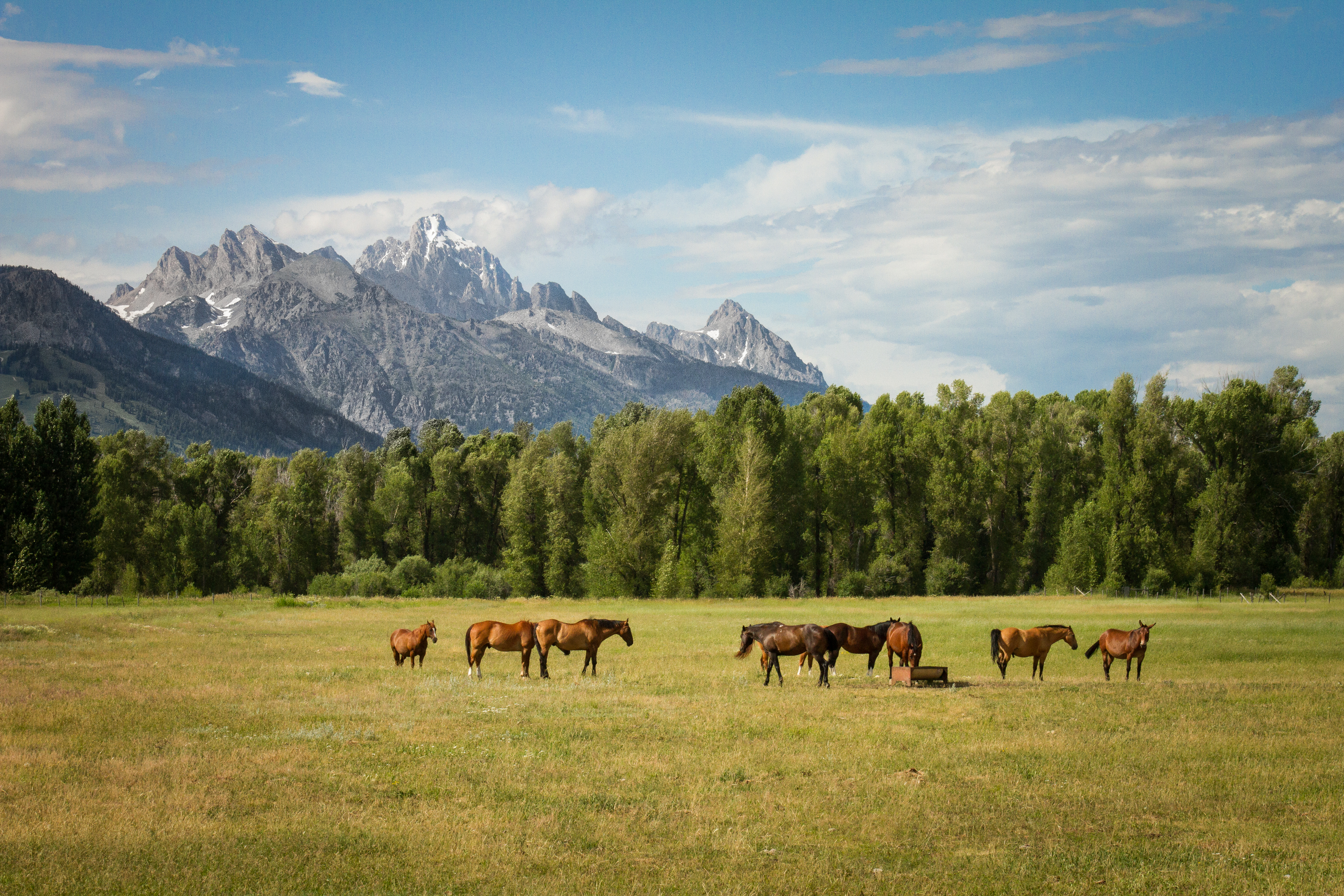
Jackson Hole mit der Teton Range im Hintergrund

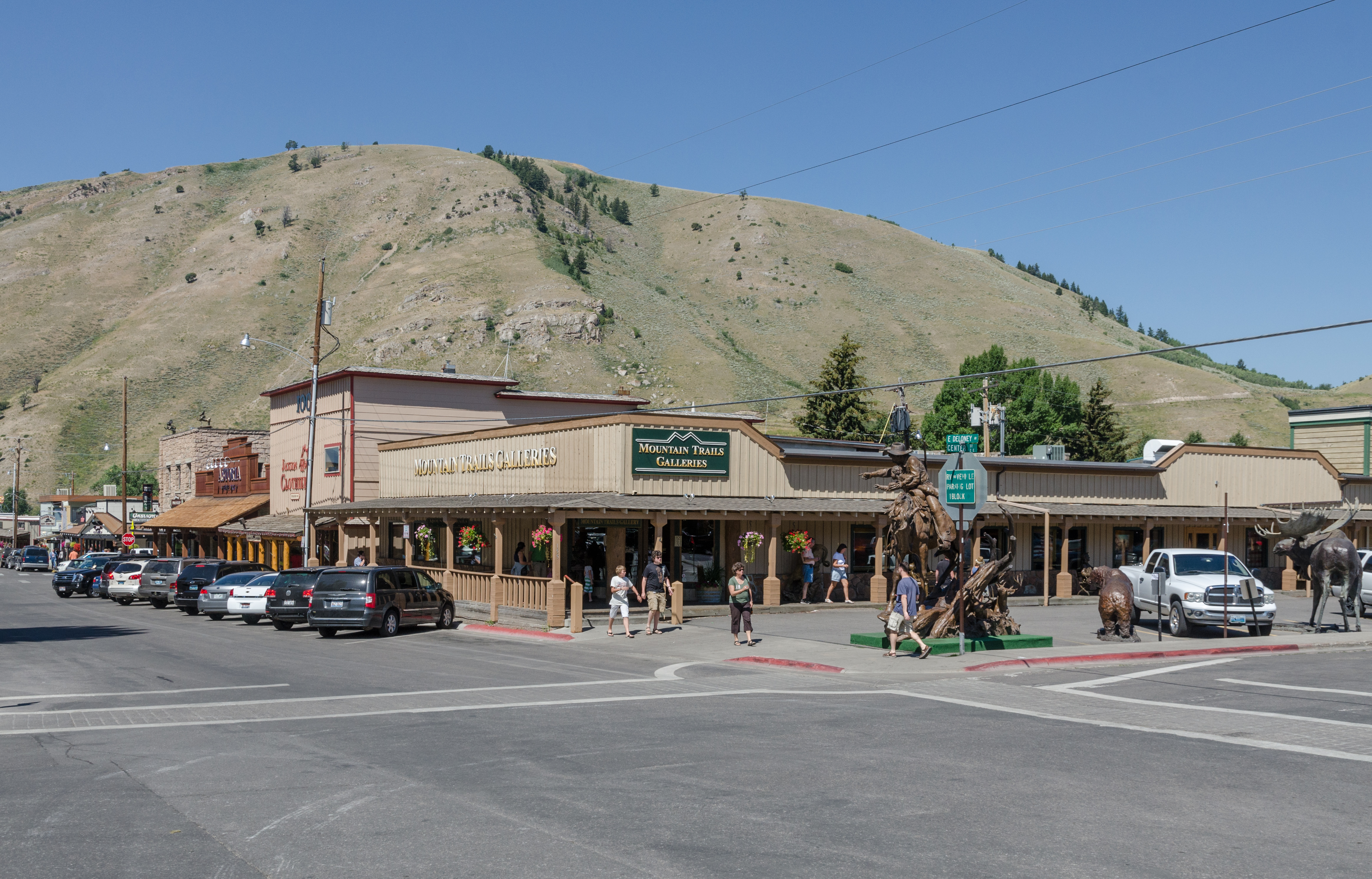
Jackson

Town
| - Jackson |

Census-designated places (CDP)
| - Alta - Hoback - Kelly - Moose Wilson Road | - Rafter J Ranch - South Park - Teton Village - Wilson |

Unincorporated Communitys
| - Moran - Moose - West Thumb |